# 凯茜·考夫霍尔德
凯茜·考夫霍尔德（英語：Casey Kaufhold，2004年3月6日—），美国女子射箭运动员，2021年世界射箭锦标赛女子个人反曲弓银牌得主、2024年夏季奥林匹克运动会混合团体铜牌得主。